# Херман Обрист
Херман Обрист (Hermann Obrist, 1862–1927) е швейцарски и германски художник, скулптор и дизайнер, известен с работите си в стил ар нуво.

## Галерия
- Проект за дизайн на килим, 1895
- Ковьор с циклама, декорация за стена, 1895
- Гробница на собственика на шистови кариери Карл Йортел, 1904, предна фасада
- Гробница на собственика на шистови кариери Карл Йортел, 1904, задна фасада
- Фонтан Круп в Есен, 1912